# Il mio amico il diavolo
Il mio amico il diavolo (Bedazzled) è un film del 1967 diretto da Stanley Donen e scritto da Peter Cook e Dudley Moore. Quest'ultimo è anche l'autore delle musiche.

## Trama
Stanley Moon, giovane e timido cuoco di una "tavola calda" londinese, è innamorato della cameriera Margaret Spencer, ma non riesce a dichiararsi alla donna. Avvilito, tenta di uccidersi quand'ecco apparirgli il diavolo, sotto le spoglie di George Spigott, e offrirgli, in cambio dell'anima, la realizzazione di sette desideri. Stanley accetta, diventando di volta in volta, un intellettuale, un ricco baronetto, un idolo della canzone, un play boy, ma sempre fallendo, proprio per l'intervento traditore di Spigott, la conquista di Margaret. I desideri finiscono, e la sua anima sembra irrimediabilmente perduta. Ma il diavolo ha un attimo di distrazione e di debolezza, e gliela rende. Tornato quello di sempre, Stanley riesce ad avere da Margaret la vaga promessa di un appuntamento.

## Critica
Il film è ambientato a Londra e cerca di evidenziare i vizi della capitale inglese nei favolosi anni sessanta.

## Remake
Nel 2000 ne è stato realizzato un remake, Indiavolato,  per la regia di Harold Ramis, con Brendan Fraser ed Elizabeth Hurley nel ruolo del diavolo.